# Гильом X (граф Оверни)
Гильом X (фр. Guillaume X d’Auvergne; ок. 1195 — 1247) — граф Оверни с 1224 года. Сын Ги II и его жены Петронеллы де Шамбон.
После смерти отца получил в управление небольшую часть его конфискованных владений. Остальные земли оказались под властью Ги де Дампьера и Аршамбо де Бурбона.
В 1229 или 1230 году Гильом X заключил соглашение с королём Людовиком Святым, по которому получил город Вик-ле-Конт с шателениями Мирфлёр, Ла Шипр, Бесс, Клавьер, Монтредон, Артонн и Лезу.
Остальную часть графства Овернь Людовик Святой в 1241 году отдал своему брату Альфонсу де Пуатье.
Гильом X женился 3 февраля 1225 года на Аделаиде Брабантской (ок.1190 — 1265), будущей графине Булони. Дети:
- Роберт V (ок. 1225—1277) — граф Оверни и Булони
- Мария (ок. 1225—1280), с 1238 жена Готье VI Берту, сеньора де Малин (ок. 1225—1286)
- Матильда (ок. 1230—1280) — жена Роберта II, графа де Клермон, дофина Оверни.